# فيكتوريا برلين
نادي فيكتوريا 89 برلين لكرة القدم هو نادي كرة قدم ألماني، يلعب في دوري الدرجة الخامسة

## الإنجازات
- الدوري الألماني
  - البطل أعوام: 1894، 1908، 1911
  - الوصيف أعوام: 1907، 1909

## وصلات خارجية
- الموقع الرسمي لنادي فيكتوريا برلين (بالألمانية)